# Houston Rockets
Houston Rockets este o echipă de baschet din Houston, Texas care joacă în Divizia Sud-vest a Conferinței de Vest din National Basketball Association (NBA). Echipa a fost fondată în 1967 și a jucat pentru patru ani în San Diego, California înainte de a se muta în Houston.